# Українська Спортова Централя Америки й Канади

Емблема УСЦАК

Українська Спортова Централя Америки і Канади (УСЦАК; англ. The Ukrainian Sports Federation of USA and Canada; USCAK) — надрядна організація спортивних клубів і секцій США і Канади, об'єднаних у трьох Делеґатурах (США-Схід, США-Північ, Канада). Заснована 1955 року. 1981 року об'єднувала 20 клубів і спортивних секцій з близько 2500 членами. Перший голова Ради УСЦАК — Едвард Жарський, Управи — Іван Красник, з 1972 року — Р. Куціль. УСЦАК унапрямлюе спортивну діяльність, відбуває крайові чемпіонати тощо. Організатор Вільної Олімпіади у Торонто 1980 року з участю представників Литви, Латвії, Естонії, Вірменії.

## Історія
24 грудня 1955 року в Торонто 23 спортивні товариства і клуби українців у Канаді та США об'єдналися в «Українську Спортову Централю Америки й Канади». Участь у зборах взяли 13 українських спортивних осередків (9 з США та 4 з Канади). Два осередки надіслали письмові вітання. Першим головою було обрано д-ра Едварда Жарського.
УСЦАК став послідовником Українського Спортового Союзу (в Західній Україні) та Ради Фізичної Культури (на еміграції в Німеччині). Об'єднанує три Делегатури: США-Схід, США-Захід, Канада.
1981 року УСЦАК гуртувала 20 клубів і спортивних секцій з бл. 2500 чл. Тепер УСЦАК включає понад 20 клубів та організацій.
За роки своєї діяльності членами УСЦАК було понад тридцять українських спортивних товариств, клубів, осередків та гуртків, що функціонували в США і Канаді та багато з них вже припинили свою діяльність. Серед них: УСК «Сокіл» Сиракюзи (Схід, США), «Довбуш» Нью-Гейвен (Схід, США), «Січ» Елізабет (Схід, США), УСТ «Беркут» Перт Амбой (Схід, США), УСК Хартфорд (Схід, США), КЛК Філадельфія (Схід, США), УАСТ «Дніпро» Балтімор (Схід, США), УСТ «Стріла» Трентон (Схід, США), УСТ «Плай» Нью-Йорк (Схід, США), УСК Бріджпорт (Схід, США), УВК «Іскра» Цінцінаті (Захід, США), УСК «Київ» Міннеаполіс (Захід, США), СК СУМ «Тигри» Міннеаполіс (Захід, США), СТ «Україна» Лос-Анджелес (Захід, США), СТ «Україна» Монреаль (Канада) та інші. 
Деякі ще продовжують свою діяльність: УСВТ «Чорноморська Січ» Ньюарк (штат Нью-Джерсі), УСО «Тризуб» Філадельфія (Пенсильванія), Український Спортовий Клуб Нью-Йорк, СК СУМ «Крилаті» Йонкерс (Нью-Йорк),  Карпатський Лещетарський Клуб (КЛК) Нью-Йорк (Нью-Йорк), УАСТ Рочестер (Нью-Йорк), Спортивні гуртки Пласту (Схід США), Спортивні гуртки СУМу (Схід США), УАСТ «Леви» Чикаго (Іллінойс), СК СУМ «Крила» Чикаго (Іллінойс), УСТ «Черник» Детройт (Мічиган), УАСТ «Львів» Клівленд (Огайо), СТ «Україна» Торонто (Онтаріо), Спортивний гурток СУМ Торонто (Онтаріо), Спортивний гурток Пласту Торонто (Онтаріо). 
Протягом останніх років виникла низка нових товариств, створених новими емігрантами з України: СК «Україна» Баффало, ФК «Україна» Сиракюзи, «Динамо Київ» СК Вінніпег, УСК «Діаспора» Торонто, УСК «Карпати» Торонто, СК «Україна» Оттава, ФК «Україна» Саскатун, ФК «Україна Юнайтед» Торонто, ФК «Карпати» Пассейк (Нью-Джерсі), та інші. Багато з них також входить до УСЦАК.